# 维陶塔斯·阿斯特劳斯卡斯
维陶塔斯·斯塔塞维奇·阿斯特劳斯卡斯（俄語：Витаутас Стасевич Астраускас，1930年9月30日—2017年8月7日），立陶宛人，苏联党和国家领导人。曾任立共中央农业委员会书记、立陶宛苏维埃社会主义共和国最高苏维埃主席团主席等职。

## 生平
- 1930年9月30日出生于希奥利艾。1950年加入联共（布）。
- 1952年-1953年，立共（布）希奥利艾县委工作。
- 1953年-1956年，立共中央委员会代表选举委员会委员。
- 1956年-1960年，维尔纽斯高等党校学习。
- 1960年-1966年，立共希奥利艾县舍杜瓦、拉德维利什基斯区委书记。
- 1966年-1971年，立共贸易和服务委员会委员。
- 1971年-1981年，立共中央组织部长。1974年毕业于莫斯科合作学院维尔纽斯分院。
- 1981年-1989年，立共中央农业委员会书记。
- 1987年12月-1990年1月，立陶宛苏维埃社会主义共和国最高苏维埃主席团主席。在1989年召开的立共二十大上，他支持立陶宛共产党退出苏共。
- 苏联解体后退休。
- 2017年8月7日于维尔纽斯逝世，享年86岁。葬于安塔卡尔尼斯公墓。

阿斯特劳斯卡斯是苏共23大，第19次代表会议代表；苏联人民代表，第6-11届立陶宛苏维埃社会主义共和国最高苏维埃代表。

## 荣誉
- 四次劳动红旗勋章
- 各民族人民友谊勋章